# Denis Innocentin
Denis Daniele Innocentin (Fossalta di Portogruaro, 26 marzo 1961 – Monza, 12 gennaio 1991) è stato un cestista italiano.

## Biografia
Innocentin iniziò a giocare a basket nel 1973, presso il Circolo Giovanile Brugherese Basket. Nel 1977 venne ingaggiato dalla Pallacanestro Cantù per giocare nelle giovanili, ma in breve tempo esordì in prima squadra. In 10 stagioni con la maglia canturina vinse: lo scudetto nel 1980-1981; la Coppa dei Campioni nel 1982 e nel 1983; la Coppa Intercontinentale 1982; la Coppa delle Coppe nel 1978, 1979 e 1981. Con Cantù disputò complessivamente 331 partite di campionato. Nel 1987 passò alla Irge Desio, con cui disputò 29 partite in Serie A1.
Dopo l'esperienza di Desio, fu costretto a terminare la carriera agonistica a causa di una grave forma di leucemia. Morì nel 1991, a 29 anni.
Riposa al Cimitero Urbano di Monza.

## Palmarès

### Trofei internazionali
- Coppa Intercontinentale: 1

Pall. Cantù: 1982
- Coppa dei Campioni: 2

Cantù: 1981-82, 1982-83
- Coppa delle Coppe: 3

Pall. Cantù: 1977-78, 1978-79, 1980-81

### Trofei nazionali
- Campionato italiano: 1

Cantù: 1980-81